# Pery Souza (álbum)
Este é o álbum de estreia de Pery Souza, lançado em 1984, depois que ele saiu dos Almôndegas. Foi inicialmente lançado em 1984 como LP pela Sigla/RBS e, em 1998, foi relançado em CD remasterizado com a colaboração e financiamento da Prefeitura Municipal de Porto Alegre através do FUMPROARTE. 

## Músicas[1]
| N.º | Título | Compositor(es)             | Duração |  |
| 1.  | "Sonho Sideral"                                                                                           | Pery Souza/Fogaça          |         |  |
| 2.  | "Sem querer"                                                                                              | Pery Souza/Fogaça          |         |  |
| 3.  | "Para Sempre Amigo"                                                                                       | Pery Souza/Fogaça          |         |  |
| 4.  | "Clara, Clareou"                                                                                          | Jerônimo Jardim            |         |  |
| 5.  | "Moradia"                                                                                                 | Pery Souza/Luiz Coronel    |         |  |
| 6.  | "Cigana Tirana"                                                                                           | Pery Souza/Raul Ellwanger  |         |  |
| 7.  | "Chote Chucro"                                                                                            | Pery Souza/Jerônimo Jardim |         |  |
| 8.  | "Coração Vadio"                                                                                           | Pery Souza/Fogaça          |         |  |
| 9.  | "Estrela Guria"                                                                                           | Pery Souza/Fogaça          |         |  |
| 10. | "Noite de São João"                                                                                       | Pery Souza/Kledir Ramil    |         |  |
| 11. | "Encontro das Águas" (Homenagem à Carlinhos Hartlieb, versão instrumental com Pedro Figueiredo na flauta) | Pery Souza                 |         |  |

## Equipe[2]
- Pery Souza - violão, vocal
- Marcos Ariel - Flauta e Teclados
- Luiz Carlos Borges - Acordeon
- Pedro Figueiredo - Flauta
- Raul Mascarenhas - Saxofone soprano e flauta
- João Baptista - Baixo
- Zé Flávio - Guitarra
- Kleiton Ramil - Vocal
- Kledir Ramil - Vocal